# Cryptocarya sleumeri
Cryptocarya sleumeri är en lagerväxtart som beskrevs av André Joseph Guillaume Henri Kostermans. Cryptocarya sleumeri ingår i släktet Cryptocarya och familjen lagerväxter. Inga underarter finns listade i Catalogue of Life.